# Ampelisca unidentata
Ampelisca unidentata is een vlokreeftensoort uit de familie van de Ampeliscidae. De wetenschappelijke naam van de soort is voor het eerst geldig gepubliceerd in 1936 door Schellenberg.